# Werner Hausmann (Politiker)
Werner Hausmann (* 25. März 1816 in Münster; † 27. Februar 1883) war ein deutscher Arzt und Politiker.

## Leben
Werner Hausmann studierte an der Rheinischen Friedrich-Wilhelms-Universität Medizin. 1835 wurde er Mitglied des Corps Guestphalia Bonn. Nach dem Studium ließ er sich in Düsseldorf als praktischer Arzt nieder. Zuletzt lebte er dort als Rentner.
Hausmann war Beigeordneter der Stadt Düsseldorf. Ab 1877 saß er als Abgeordneter des Wahlkreises Düsseldorf IV (Stadt- und Landkreis Düsseldorf) im Preußischen Abgeordnetenhaus. Er gehörte der Fraktion der Deutschen Fortschrittspartei an. Am 25. Januar 1878 verlor er das Mandat durch Ungültigkeitserklärung. Von 1881 bis zu seinem Tod in 1883 war Hausmann Vorsitzender des Kunstvereins für die Rheinlande und Westfalen,